# الحماية العائلية المباشرة من ويندوز
الحماية العائلية المباشرة من ويندوز إحدى تطبيقات ويندوز لايف جرى تطبيقها من قبل مايكروسوفت ويندوز, يسمح البرنامج للمستخدميه من تحديد اوامر وتعليمات خلال تصفح اطفالهم للإنترنت ويسمح للأباء بمراقبة نشاطات الأبناء عبر الإنترنت.

## التاريخ
سبق هذه النسخة من البرنامج نسخة windows live one care family safty والتي تم تجربتها من قبل 3000 مستخدم عام 2006م ,و بعد حوالي عام ونصف من الاختبارات، اطلقت النسخة النهائية في6 نوفمبر عام 2007 في ديسمبر عام 2008 اطلقت مايكروسوفت نسخة محدثه من البرنامج تحت مسمى windows live family safty أي الحماية العائلية المباشرة من ويندوز.

## المزايا والخصائص
يحتوي برنامج الحماية العائلية المباشرة من ويندوز على خصائص تتوفر في غالبية برامج الحماية العائلية مثل حظر مواقع الإنترنت وفلترة وتنقية المحتوى وتقارير مراقبة التصفح والنشاطات على الإنترنت كما يحتوي البرنامج على دليل من مؤسسات الأطفال المرموقه يحتوي على نصائح وإرشادات بخصوص الاعدادات المتعلقة باعمار الأطفال ونشاطات التصفح.
ومنذ إطلاق النسخة 8.5 من برنامج ويندوز لايف ماسنجر تمتع برنامج الحماية العائلية بميزة إدارة قائمة جهات الاتصال والتي تسمح للأهل بالتحكم بقائمة جهات الاتصال من خلال منع الأطفال من التحدث إلى جات اتصال أو إلى اشخاص غير معروفين والسماح ببقاء جهات الاتصال المعروفة والموثوقه فقط والتي يوافق عليها الاهل، ويتحوي البرنامج على ميزة تمكن من ادارته في أي مكان من العالم

## متطلبات النظام
نظام تشغيل ويندوز اكس بي ذو حزمة الخدمة الثانية (32 بت) ونظام ويندوز فيستا (32بت - 64بت) والنسخة التجريبية من ويندوز 7 أو ويندوز سيرفر 2008، ويعمل على متصفحات إنترنت اكسبلورير 6 أو احدث وفيرفكس أو احدث وكذلك النسخة 3 من متصفح سفاري أو احدث.